# Dronning Margrethes Vej
Dronning Margrethes Vej i det nordlige Aarhus er opkaldt i 1904 efter Nordens Dronning Margrethe I (1353-1412). Vejen er en del af den gamle landevejsforbindelse mellem Aarhus og Grenaa, hvorfor Byrådet i 1903 vedtog at kalde vejstykket for Grenåvej. Der kom dog kun til at gå et år før det blev ændret til det nuværende. På den vestre side af Dronning Margrethes Vej ligger bydelen Trøjborg, mens Riis Skov ligger på den østre. Mod nord munder den ud i Grenåvej, mod syd i Skovvejen der går mod Midtbyen.

## Om dronningen
Margrethe I var dronning af Danmark, Norge og Sverige i en tid, hvor det var uhørt, at regeringsmagten overgik til en kvinde. Uden at blive kronet som regerende dronning blev hun udnævnt til "fuldmægtig frue og husbond og det ganske riget af Danmarks formynder" i 1387 kort efter sønnen Olufs død. Lignende titel fik hun i både Norge og Sverige året efter.